# Metacanthocephalus rennicki
Metacanthocephalus rennicki is een soort in de taxonomische indeling van de Acanthocephala (haakwormen). De worm wordt meestal 1 tot 2 cm lang. Ze komen algemeen voor in het maag-darmstelsel van ongewervelden, vissen, amfibieën, vogels en zoogdieren.
De haakworm komt uit het geslacht Metacanthocephalus en behoort tot de familie Rhadinorhynchidae. Metacanthocephalus rennicki werd in 1914 beschreven door Leiper & E.L. Atkinson.